# Katsushi Murata
Katsushi Murata (村田 勝志?, Murata Katsushi; Tsuchiura, 1º aprile 1939 – Tokyo, 9 aprile 2013) è stato un mafioso giapponese, ricordato per aver ucciso il pro-wrestler Rikidōzan.

## Biografia

### La carriera
Katsushi Murata era originario di Tsuchiura, una città della prefettura di Ibaraki, la cittadina di Ami in teoria. Era conosciuto con il temuto soprannome di "Murata il rasoio", che risaliva alle scuole medie, quando faceva parte di una banda, derivante dal fatto che colpiva l'avversario con il pugno chiuso su entrambi i fianchi. Trasferitosi a Tokyo, entrò nella ninkyō dantai Sumiyoshi-ikka, uno dei più potenti rami secondari della yakuza, e divenne un grande membro industriale della Dai Nippon Kōgyō. Era il fratello minore di Jirō Naoi, presidente dell'affiliata Sumiyoshi-kai, e un rivale in affari del boss mafioso Nick Zappetti, amico del pro-wrestler Rikidōzan e co-investitore nella Japan Pro-Wrestling Association. Nel 1962, fu coinvolto in un alterco con Ricky Waldo, un wrestler straniero, e da allora portò con sé nella cintura un coltello per autodifesa.

### L'omicidio di Rikidōzan

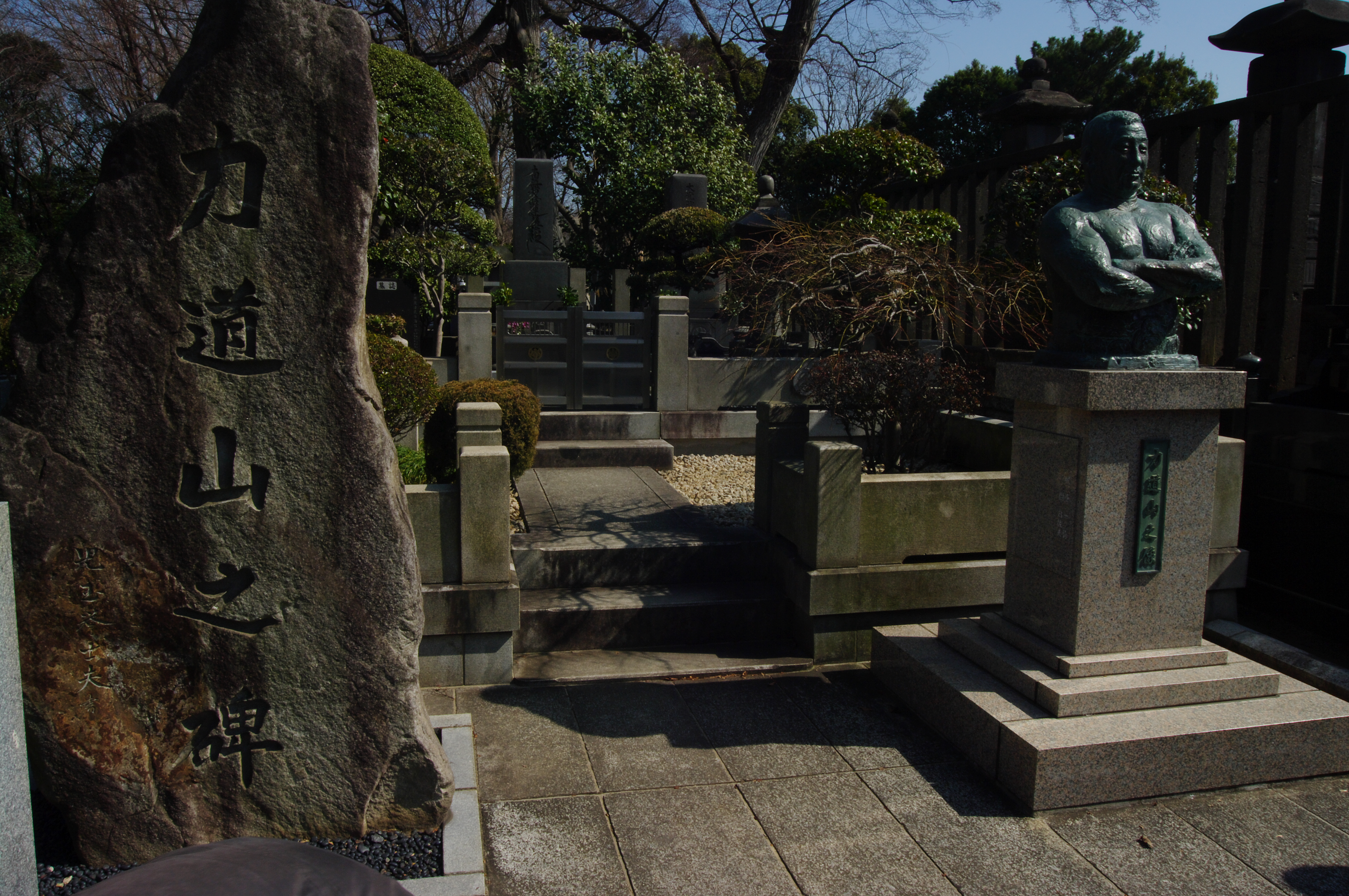
La tomba di Rikidōzan.

La sera dell'8 dicembre 1963, Rikidōzan stava festeggiando con gli amici pezzi grossi del sumo nel famoso locale di lusso notturno del nuovo quartiere latino Akasaka, nel centro di Tokyo. La yakuza aveva finanziato la sua federazione in quei giorni e si dice che era in rappresaglia per aver perso soldi quando sconfisse Masahiko Kimura per il titolo di campione dei pesi massimi giapponese il 22 dicembre 1954. Alle 22:30, mentre parlava con una certa Naomi, fu affrontato da Murata, che gli aveva calpestato il piede. Rikidōzan pretese delle scuse, ma Murata rifiutò. Una rissa scoppiò nel corridoio del bagno degli uomini e il wrestler cominciò a colpirlo al volto, buttandolo contro un muro e continuando a terra. Freddo e calcolatore, Murata lo pugnalò allo stomaco, nella parte sinistra del basso addome, con un tantō di 13 cm e dalla lama intrisa di urina, una comune tattica yakuza, la quale generò un'infezione nella ferita letale, e fuggì subito dalla scena.
La mattina dopo, il suo capo Kusuo Kobayashi e altri tre membri della banda andarono all'attico di Rikidōzan per scusarsi e negoziare una sorta di risarcimento monetario, come spesso accade in tali casi, prima di consegnarsi alla polizia, e lui accettò. Murata aspettò nel parcheggio al piano di sotto, dove fu violentemente aggredito dalla Sumiyoshi-ikka e ferito da quattro o cinque membri arrabbiati della Tōsei-kai, tra cui il direttore esecutivo Toshikazu Noguchi, strettamente riuniti intorno a Rikidōzan. Fedele all'ordine del suo capo di evitare la violenza a tutti i costi, si lasciò stoicamente sfregiare sul viso e sul petto con coltelli da macellaio. Quando però anche i suoi compagni furono attaccati, reagì e, con il coltello usato poche ore prima contro Rikidōzan, tagliò all'addome uno degli attaccanti, prima che arrivasse la polizia. Ricoverato al dipartimento di chirurgia di Maeda, sentì della morte di Rikidōzan all'ospedale Sannō una settimana dopo, la sera del 15 dicembre, a causa di complicazioni da peritonite, e fu arrestato.
In primo grado fu condanno a dodici anni di carcere, ridotti ad otto in appello. Il 23 ottobre 1964, pur avendo sempre sostenuto la legittima difesa, venne riconosciuto colpevole di omicidio preterintenzionale dalla Corte suprema di Tokyo e scontò sette anni di carcere nella prigione di Fuchū, facendo venire nella sua cella il sacerdote buddista per un'offerta d'incenso e una preghiera per Rikidōzan. Tra le visite di ritorno, rese possibili da altre condanne per il gioco d'azzardo e il possesso di armi, dopo il rilascio, avvenuto nel marzo 1971, divenne assistente vice-presidente della Sumiyoshi-ikka, dunque un membro di alto rango della yakuza. Con un grande senso dell'onore, per evitare che fosse evidente e causasse problemi alla famiglia in lutto, il giorno dopo ogni anniversario della prematura morte, si scusò per telefono con i figli di Rikidōzan, Mitsuo e Yoshihiro Momota, e poi visitò la tomba al cimitero del tempio Ikegami Honmon-ji, nella parte orientale di Tokyo.

### Gli ultimi anni
Fu il primo presidente del consiglio di amministrazione della Sendai Keylock, fondata nel 1976. La gente lo chiamava un mostro. A metà degli anni ottanta, dopo essere salito al posto di direttore nella banda di Kobayashi, divenne il capo di una personale sotto-banda di quindici uomini e aveva rispetto anche dalle autorità della città. Entro il 22 maggio 1972, fu arrestato insieme al gruppo di contrabbandieri per cui prestava servizio come guardia del corpo, armato di una pistola procurata vicino alla base militare statunitense di Tachikawa, ma a quel punto era dipendente dalla droga stimolante e fece raccogliere i soldi ai suoi subordinati per riceverli. Fece i titoli nazionali ancora una volta nel 1989. Fu nuovamente arrestato per il sospetto di aiutare la giovane moglie Megumi, un'affascinante signora di un club di hostess di alta classe a Roppongi, in un caso di assalto ed estorsione di una delle sue hostess adolescente, ma presto scagionati.
Viveva comodamente in un lussuoso appartamento al decimo piano di 400 000 yen al mese nella lussuosa zona residenziale di Minami-Azabu con la moglie e una gestione di animali domestici, che comprendeva quattro gatti siamesi, due uccelli myna, quattro scimmie, quattro cani, un pappagallo, un procione e un acquario di pesci tropicali. I vicini lo vedevano fare passeggiate pomeridiane in un parco vicino, di tanto in tanto con una scimmia appollaiata sulla spalla. Agli osservatori casuali, sembrava più un salaryman in pensione che uno di città.

### La morte
Morì in un ospedale a Tokyo il 9 aprile 2013, all'età di 74 anni, dopo aver sofferto di diabete, per il quale doveva iniettarsi insulina ogni giorno, ed essere stato a letto negli ultimi anni. Il funerale si tenne il 13 aprile e vi parteciparono la Sumiyoshi-kai, come altri gruppi di yakuza e numerosi Katagi.

## Vita privata
Con la moglie Megumi ha avuto una figlia, la pro-wrestler Hikaru Shinohara, e con Machiko Ōtsuki un figlio, Yūtarō Murata.

## Nella cultura di massa

### Filmografia
- Nel film biografico sudcoreano Rikidōzan del 2004, Kōichi Kasai, il suo modello, viene interpretato da Tarō Yamamoto.